# Hojaldre

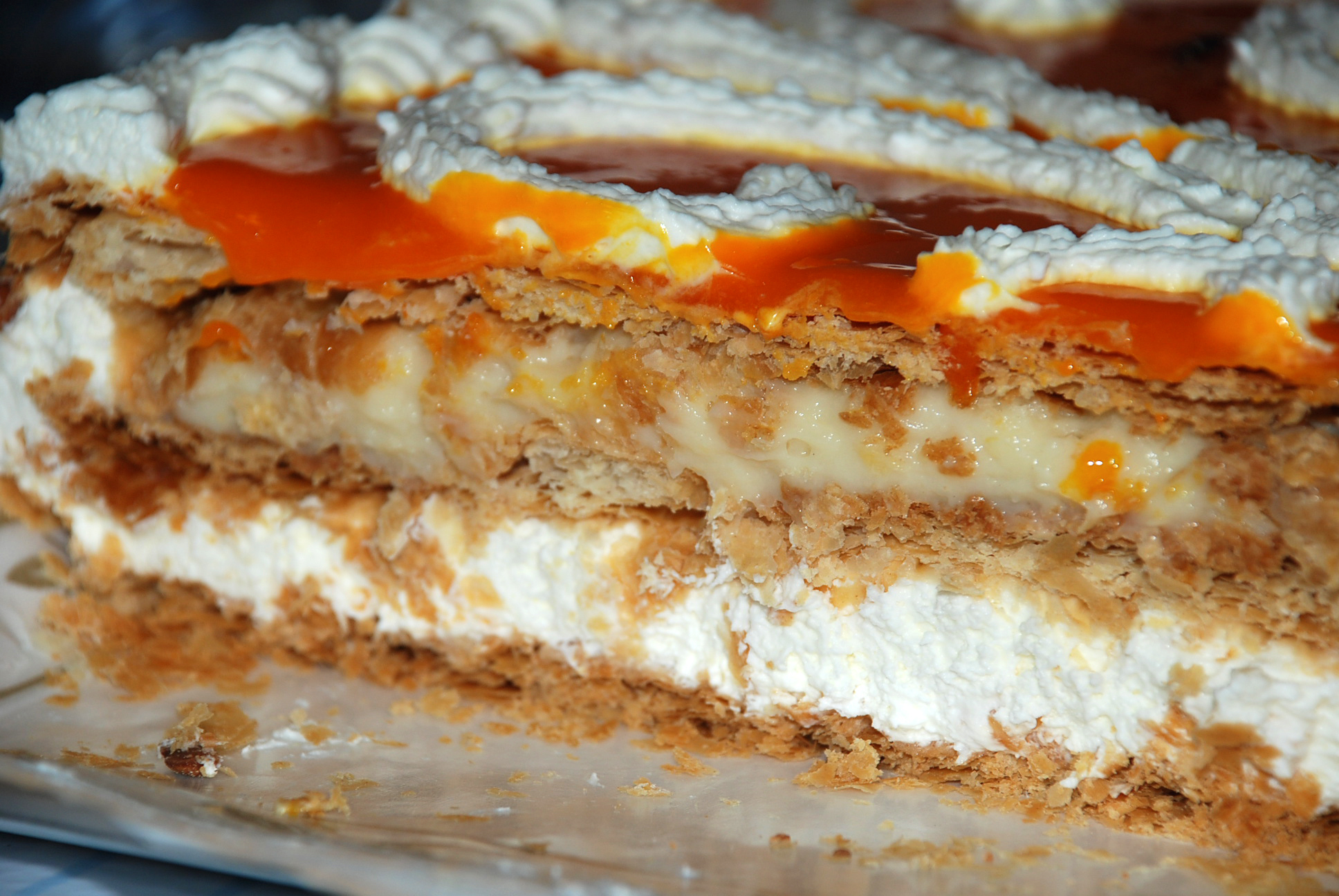
Pastel de hojaldre y yema.

El hojaldre es una masa crujiente utilizada para elaborar pasteles y otras preparaciones culinarias. Se elabora a base de: harina, grasa (mantequilla, manteca de cerdo o margarina), agua y sal. Queda crujiente tras su cocción y forma muchas hojas delgadas superpuestas, lo que le da el nombre. Algo semejante al hojaldre o hecho de este, se le denomina como «hojaldrado». La masa filo, similar, está muy extendida por el Mediterráneo oriental. 

## Elaboración

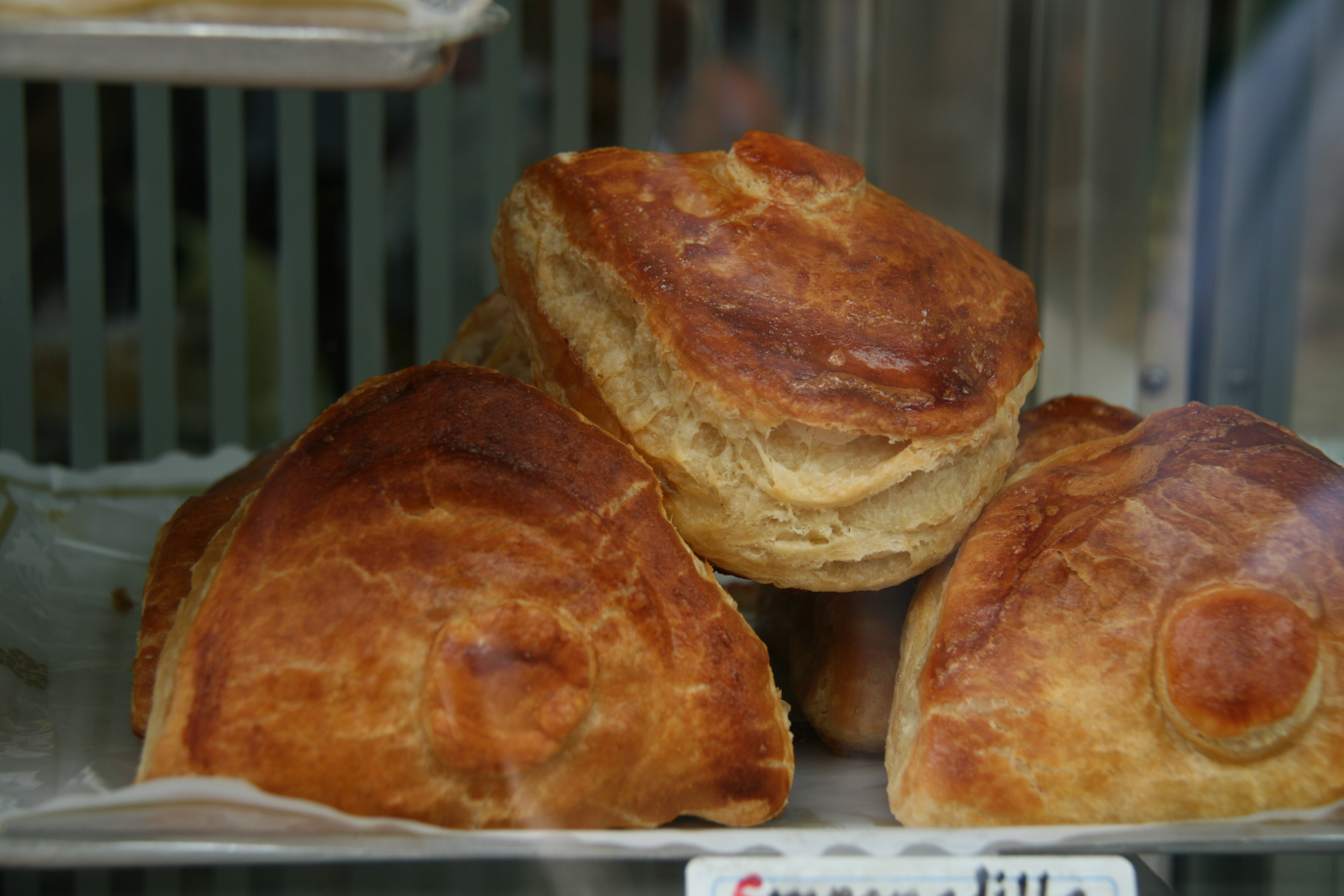
Pastelillos de atún.

Para conseguir la textura final se prepara una masa de harina, agua y sal (amasijo) y se extiende. Sobre ella se extiende la grasa que se emplee (empaste) y se dobla sobre sí misma varias veces. La repetición de dicha operación hace que vayan quedando finas láminas separadas por la grasa empleada. Estas retienen el vapor que se genera con el agua de la masa durante la cocción y dichas láminas se separan como las hojas de un libro.

## Clasificación

### Según la composición (cantidad de materia grasa)
El hojaldre real o verdadero es el que lleva igual cantidad de materia grasa y harina para su elaboración. En cambio, el tres cuartos utiliza, como dice su nombre, tres cuartas partes de materia grasa por cada una entera de harina, mientras que el medio hojaldre es el que lleva 500 g de manteca por kg de harina.

### Según el método de elaboración
El hojaldre es denominado francés o directo cuando el amasijo (masa) envuelve al empaste (materia grasa), inverso o invertido cuando el empaste envuelve al amasijo, y rápido cuando la masa es una sola en cuya elaboración todos los ingredientes fueron unidos desde el comienzo.

## Historia

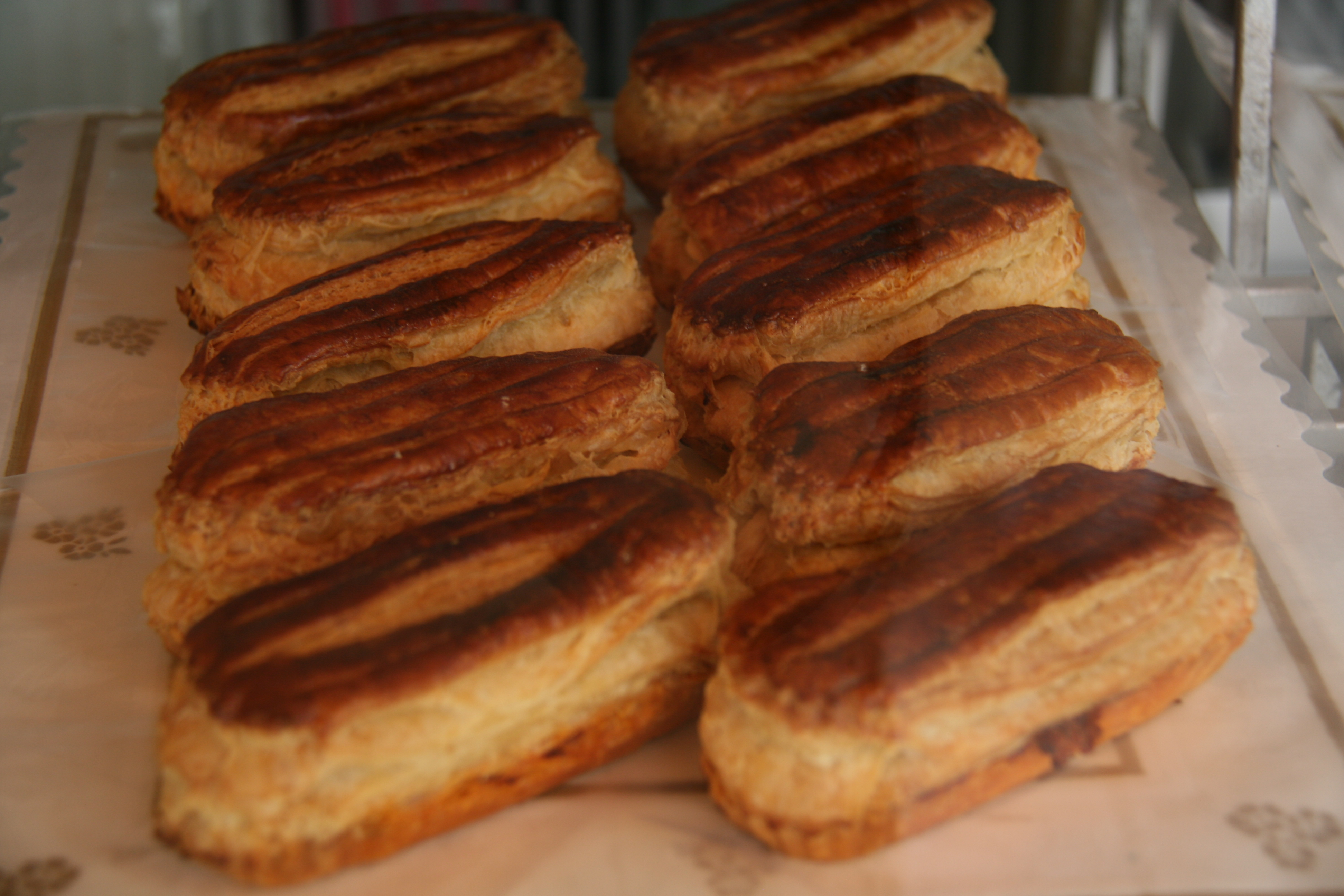
Agujas de ternera.

Hay que distinguir entre el hojaldre hecho hoja por hoja, con cada hoja realizada de manera independiente, que se usa en el mundo árabe y en Grecia, y el hojaldre francés que se hace con el método del tourage, que consiste en doblar varias veces sobre sí misma una masa en la cual se encerró mantequilla o grasa.
En su origen, cada hoja, muy delgada, se hacía por separado y, untadas de grasa, se unían, tal como se sigue haciendo en platos como la pastela marroquí, en algo semejante a la masa filo. Se encuentran referencias clásicas a pastas de repostería hojaldradas según este método en Grecia y en España con anterioridad al siglo XVII (véase 'El Buscón' de Francisco de Quevedo, escrito en 1604). El cocinero español Hernández Máceras en su «Libro del arte de cozina» publicado en 1607, da recetas usando este hojaldre, y distingue entre las preparaciones de masa de hojaldre rellenas, a las que llama pastel, pastelillo o pastelón, según el tamaño, y las empanadas, hechas con masa de pan o semejante.
En Francia, se inventó otra manera de hacer hojaldre que consiste en hacer una masa de harina y agua, llamado détrempe, que se extiende y se unta de mantequilla o grasa y luego se cierra como un libro y se extiende y dobla sobre ella misma varias veces (en general seis veces). Este método se llama tourage.
El documento más antiguo conteniendo la receta de una masa de hojaldre en Francia nos viene de una carta de iglesia publicada en 1311 por el obispo Robert de Amiens. Sin embargo, Los franceses sostienen que la modalidad francesa del hojaldre fue creada por el pintor Claude Gelée, nacido en el año 1600 en Lorena, Francia. Además de pintar, trabajaba para un maestro pastelero, quien le sugirió aplicar su ingenio artístico innato en la cocina. Claude empezó a ser conocido con el nombre "Le Lorrain" (de Lorena), por su región natal. Un día en su trabajo decidió inventar un pan especial para su padre que estaba enfermo y, indiferente a los consejos de sus superiores, encerró un pedazo de manteca dentro del bollo de masa, que después sería cocinado. El resultado fue un éxito, aunque el famoso hojaldre se perfeccionaría luego de que Claude suprimiera la levadura y aplicara la técnica del plegado y alternado de masa y materia grasa, para una mejor separación de las láminas de masa durante la cocción.
Luego otro pastelero de renombre, el francés Marie Antoine Carême establece el número de dobleces que debe llevar para una adecuada separación de las hojas. También es el creador del vol-au-vent, un pastelillo de hojaldre ahuecado para ser rellenado a gusto.
Hay una versión muy interesante que no hay que descartar. Se dice que en Francia, en una famosa panadería, trabajaba un ayudante una masa que le encargó el jefe panadero. A este ayudante se le olvidó poner la grasa en la masa, y cuando se dio cuenta la masa ya estaba amasada sin grasa. Preocupado porque el jefe panadero le regañara, extendió la masa, le puso en el centro la grasa y le dio varias veces dobleces a la pasta extendiéndola cada vez más. Al final llegó el jefe panadero e hizo sus panecillos como siempre. Al ver que la masa se elevaba de una manera uniforme y hacía varias capas entre sí como un libro, sorprendido llamó a su ayudante. Al explicar el ayudante lo que había pasado, el jefe lo abrazó y felicitó por la nueva masa que había creado. Pasados algunos años esta masa fue perfeccionándose y salieron variantes que son la misma masa con diferente cantidad de grasa y dobleces.

## Uso
El uso más antiguo puede que fuera la bstela árabe (o pastela) que ha dado en España a los pasteles, que tradicionalmente eran siempre de hojaldre, con rellenos variados, aunque la pastela se hace con masa filo, es decir, hoja a hoja.
En la actualidad se emplea tanto en platos salados, como el volován (vol-au-vent), que da pie a rellenarlo de muchos productos; como en postres y dulces como el milhojas. Existen numerosas variedades, tanto dulces como saladas, muchas de ellas típicas de una localidad en concreto, como las corbatas, miguelitos, pantortillas, sacristanes, algunas rosquillas y las polkas.
Aunque el vocablo «hojaldre» se emplea para referirse a la variedad seca y crujiente, hay diversas masas hojaldradas que se emplean por ejemplo para elaborar los cruasanes, las bayonesas, o las palmeras.